# ファイアー・エンジンズ
ファイアー・エンジンズ (Fire Engines) はスコットランドのポストパンクバンド。1979年にエディンバラにて結成、1981年に解散した。活動期間こそ長くないものの、ジョセフKやオレンジ・ジュースらと共に、当時のスコットランド国内においてポストパンク・ムーブメントを巻き起こした。バンド名は、13thフロア・エレベーターズによる楽曲「ファイアー・エンジン」から拝借したもの。

## メンバー
- デヴィッド・ヘンダーソン - David Henderson （ボーカル、ギター）
- マレー・スレイド - Murray Slade （ギター）
- グラハム・メイン - Graham Main （ベース）
- ラッセル・バーン - Russell Burn （ドラムス）

## 作品

### アルバム
- ルブリケート・ユア・リビング・ルーム - Lubricate Your Living Room （1980年）

#### ライブ・アルバム
- コーデックス・ティーンエイジ・プレモニション - Codex Teenage Premonition （2005年）

#### コンピレーション・アルバム
- Aufgeladen und Bereit fur Action und Spass （1981年）
- フォンド - Fond （1991年）
- ハングリー・ビート - Hungry Beat （2007年）

### シングル
- ゲット・アップ・アンド・ユーズ・ミー - Get Up and Use Me （1980年）
- キャンディスキン / ミート・ホイップラッシュ - Candyskin / Meat Whiplash （1981年）
- ビッグ・ゴールド・ドリーム - Big Gold Dream （1981年）
- ゲット・アップ・アンド・ユーズ・ミー - Get Up and Use Me （2004年）
  - フランツ・フェルディナンドとのスプリット盤。
- ディスコード - Discord （2006年）
  - ジョン・ピール・セッションでの音源。